# Cham (volk)

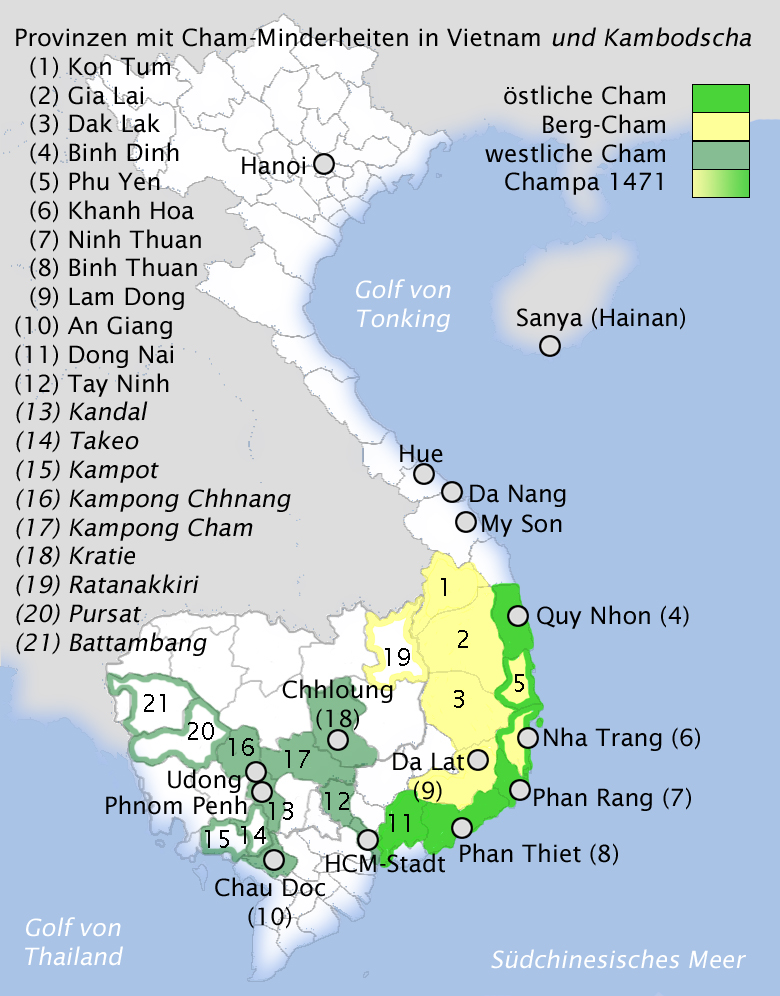
Cham in Vietnam en Cambodja

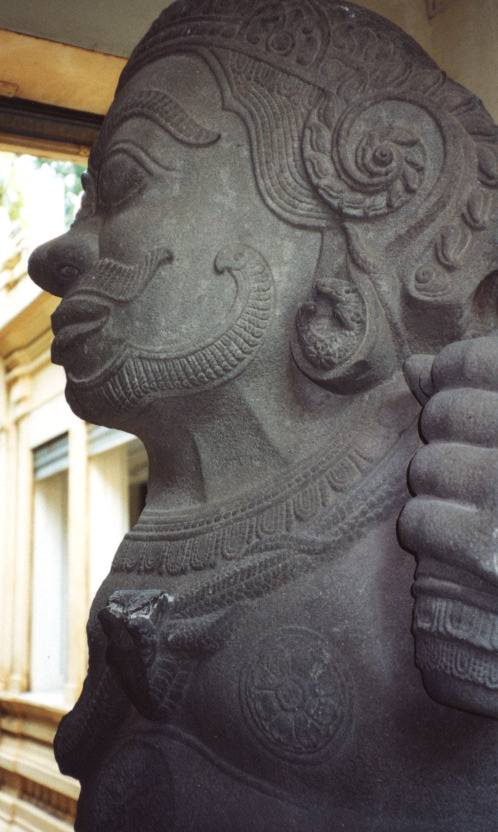
Standbeeld van de Cham uit het Chammuseum in Đà Nẵng, Vietnam.

De Cham in Cambodja en Vietnam zijn de nazaten van de inwoners van het oude koninkrijk Champa, dat in centraal Vietnam lag. Waar de Cham vandaan komen is niet geheel duidelijk. Ze zijn etnisch niet verwant met de Vietnamezen, maar zijn waarschijnlijk aan het begin van onze jaartelling vanuit het gebied van het hedendaagse Indonesië geëmigreerd. Hun taal is duidelijk verwant aan het Maleis.
Nadat de Vietnamezen in de 18e eeuw de laatste resten van het koninkrijk binnenvielen, is het merendeel van de Cham geëmigreerd naar het gebied rondom het Tonlé Sapmeer in Cambodja. Het merendeel van de hedendaagse Chams woont in de provincies Kampong Cham en Kampong Chhnang in Cambodja. Een klein aantal is in Vietnam blijven wonen. 
Het merendeel van de Chams is in de loop der eeuwen bekeerd tot de islam. De Cambodjaanse Chams hangen een orthodoxe versie van de soenni-islam aan. Er zijn nog wel enkele oude Boeddhistische gebruiken bewaard gebleven. Zo worden de gelovigen opgeroepen tot het gebed via het slaan op een drum en niet via de roep van de Muezzin. Een kleine groep van de Chams, bekend als de Zahadin, hangt een alternatieve versie van de islam aan. Ze bidden maar 1 keer per week, op vrijdag. En tijdens de vastenmaand Ramadan vasten ze alleen op de eerste, middelste en laatste dag van de maand. De Rode Khmer hebben actief geprobeerd de Cham uit te roeien.